# Akzhol Makhmudov
Akhzol Makhmudov (født 15. april 1999) er en kirgisisk bryder, der konkurrerer i græsk-romersk stil.
Han repræsenterede Kirgisistan under sommer-OL 2020 i Tokyo, hvor han vandt sølv i 77 kg.